# Любовь и прочие обстоятельства
«Любовь и прочие обстоятельства» (англ. Love and Other Impossible Pursuits) — американская мелодрама 2009 года режиссёра Дона Руса.

## Сюжет
Главная героиня Эмилия — умна, талантлива и очаровательна. Она хороший адвокат, но вот в личной жизни настали перемены — познакомившись с Джеком, женатым мужчиной, она не подозревала, к чему может привести этот тайный роман. Их дочь умерла, едва родившись. Эмилия заснула во время кормления и девочка захлебнулась материнским молоком. И теперь, кажется, и собственная семейная жизнь трещит по швам. Эмилия пытается сохранять спокойствие, но ещё тайна из прошлого не дает покоя. Она привязывается к пасынку, ребёнку со сложным характером. Благодаря заботе и общению с ним, она начинает видеть окружающий мир другими глазами и в других красках — непростым, но удивительным.

## В ролях
- Натали Портман — Эмилия Гринлиф
- Лиза Кудроу — Кэролин
- Лорен Эмброуз — Минди
- Скотт Коэн — Джек Вулф
- Энтони Рэпп — Саймон
- Дэйзи Тахэн — Эмма
- Чарли Тахэн — Уильям
- Элизабет Марвел — Пиа
- Дебра Монк — Лаура
- Майкл Кристофер — Шелдон